# Rondaniella simplex
Rondaniella simplex är en tvåvingeart som beskrevs av Yu och Wu 2008. Rondaniella simplex ingår i släktet Rondaniella och familjen svampmyggor. Inga underarter finns listade i Catalogue of Life.